# Eisenbahnviadukt (Apolda)

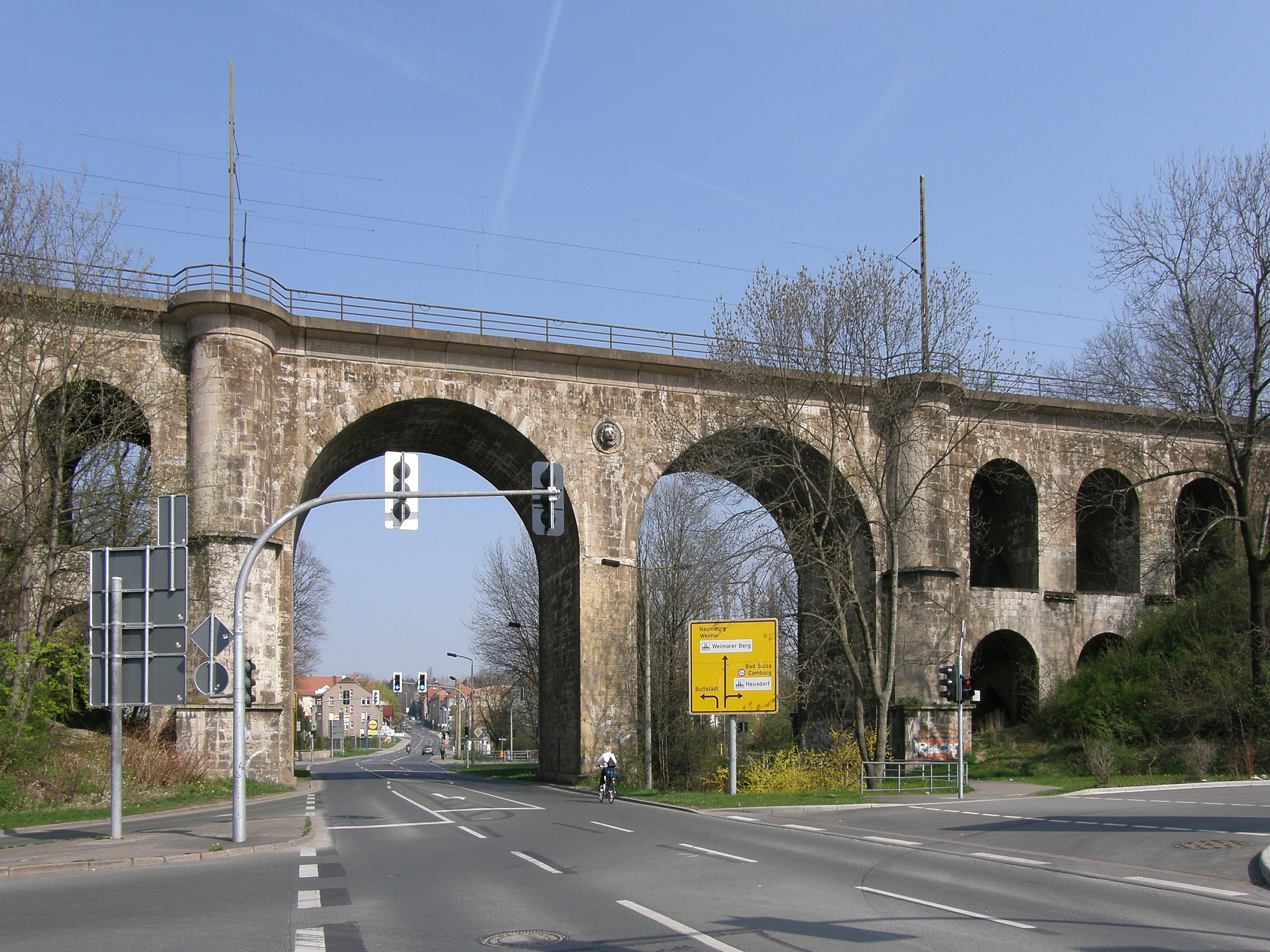
Eisenbahnviadukt Apolda

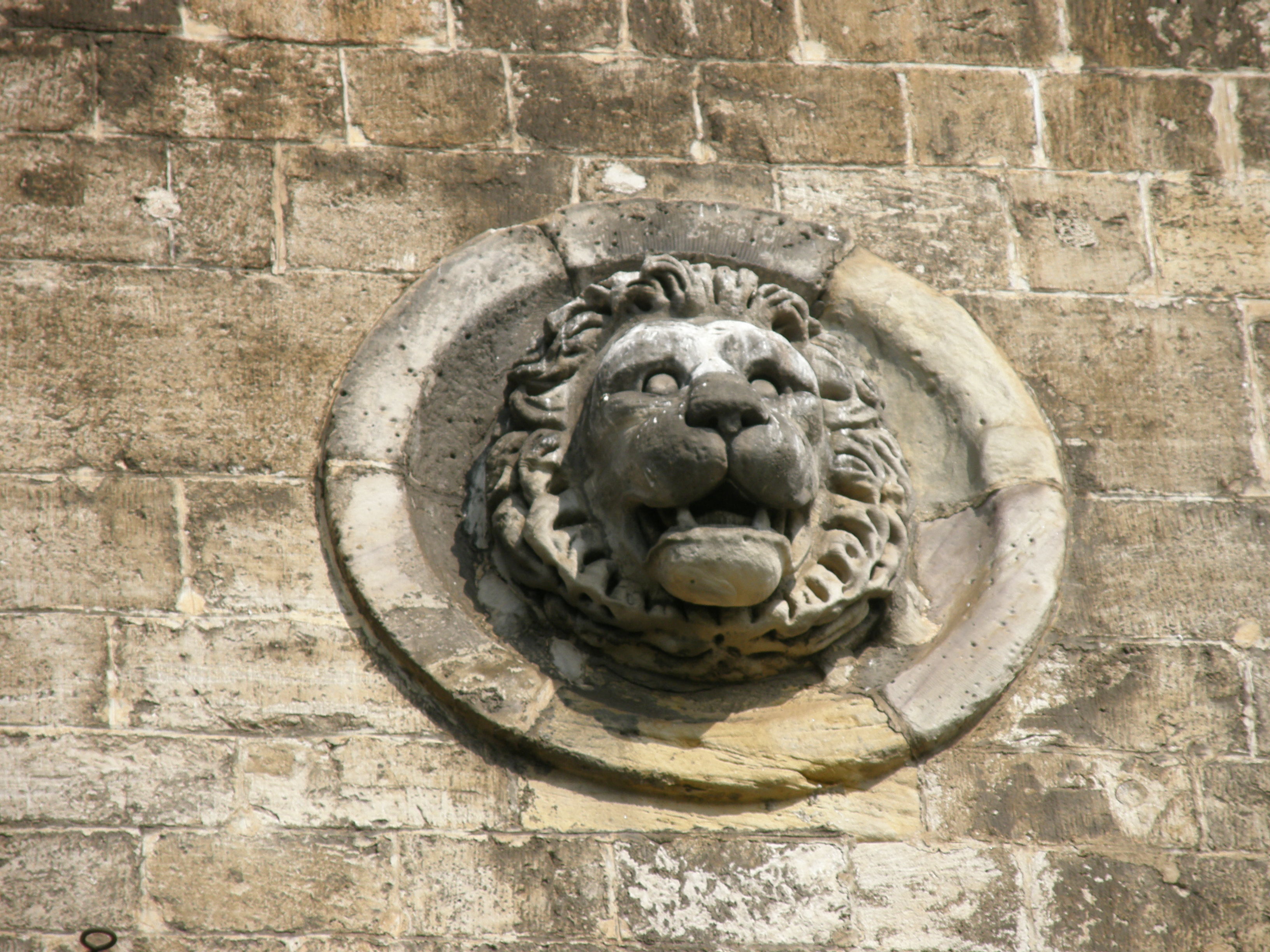
Löwentondo am Eisenbahnviadukt

Der Eisenbahnviadukt der Bahnstrecke Halle–Bebra in Apolda überspannt das Krebsbachtal und die Robert-Koch-Straße. Das Bauwerk steht als technisches Denkmal unter Denkmalschutz und ist für Apolda stadtbildprägend.
Die aus Kalkstein gemauerte Gewölbebrücke wurde 1845–1846 in einjähriger Bauzeit errichtet. Das verkehrsgeschichtliche Denkmal ist ein wichtiger Teil der Bahnstrecke Halle–Bebra. Wegen des nicht ausreichend tragfähigen Baugrunds wurde das Bauwerk auf 1336 Eschenholzpfähle gegründet. Der Viadukt hat eine Länge von 95 m (nach anderen Quelle 103 m) und eine Höhe von 23 m. Die Breite der Brücke beträgt 8,70 m. Am Hauptpfeiler befindet sich ein Tondo mit einem Löwenkopf.
Die Einweihung der Brücke stand im Zusammenhang mit der des Bahnhofs Apolda.